# Panicum socotranum
Panicum socotranum es una especie de hierba perteneciente a la familia Poaceae. Se encuentra solo en Socotra en Yemen.

## Hábitat y ecología
Esta especie es endémica de la isla de Socotra, Yemen (Miller y Morris 2004, Cope 2007), donde sólo se conoce de una localidad (un lugar), a una altitud de 90 metros. El área de ocupación se estima en menos de 10 km².

## Taxonomía
Panicum socotranum fue descrito por Thomas Arthur Cope y publicado en Kew Bulletin 39(4): 835. 1984.